# Neuville-Saint-Vaast
Pour les articles homonymes, voir Neuville.
Neuville-Saint-Vaast [nøvil sɛ̃ va] est une commune française située dans le département du Pas-de-Calais en région Hauts-de-France. Ses habitants sont appelés les Neuvillois. La commune est membre de la communauté urbaine d'Arras.
La commune de Neuville-Saint-Vaast, qui porte ce nom depuis 1801, est située dans le sud-est du département du Pas-de-Calais, , au cœur du pays d'Artois,  à 7 km, à vol d'oiseau, au nord de la commune d'Arras. C’est une commune de type bourg rural avec une population de 1 626 habitants au dernier recensement de 2022, elle a connu un creux de population en 1921 avec 645 habitants.
Neuville-Saint-Vaast est détruite pendant les batailles de l'Artois de 1914 et 1915 au cours de la Première Guerre mondiale. La commune est décorée de la croix de guerre 1914-1918. Le village est entièrement reconstruit après la guerre. La commune compte quatre cimetières militaires.

## Géographie

### Localisation
Neuville-Saint-Vaast est un bourg rural située dans le sud-est du département du Pas-de-Calais, au cœur du pays de l'Artois.
La commune se trouve, à vol d'oiseau, à 9 km au sud-ouest de Lens, à 7 km au nord d'Arras (aire d'attraction, chef-lieu d'arrondissement et préfecture du Pas-de-Calais) et à 36 km au sud-ouest de Lille.
Le territoire de la commune est limitrophe de ceux de onze communes.
Les communes limitrophes sont Vimy, Anzin-Saint-Aubin, Carency, Écurie, Givenchy-en-Gohelle, Marœuil, Mont-Saint-Éloi, Roclincourt, Sainte-Catherine, Souchez et Thélus.

### Géologie et relief
Le territoire de la commune se situe au nord de la plaine d'Arras et est dominé au nord-est par une ligne de collines nommée « crête de Vimy » qui la sépare de la plaine de Lens.
L'altitude moyenne du territoire est de 110 m. L'altitude minimale est de 81 m au sud-ouest et l'altitude maximale et de 143 m au nord-est au niveau de la crête de Vimy.
La superficie de la commune est de 12,59 km2.

### Hydrographie
Le territoire de la commune est situé dans le bassin Artois-Picardie. Elle n'est drainée par aucun cours d'eau,.

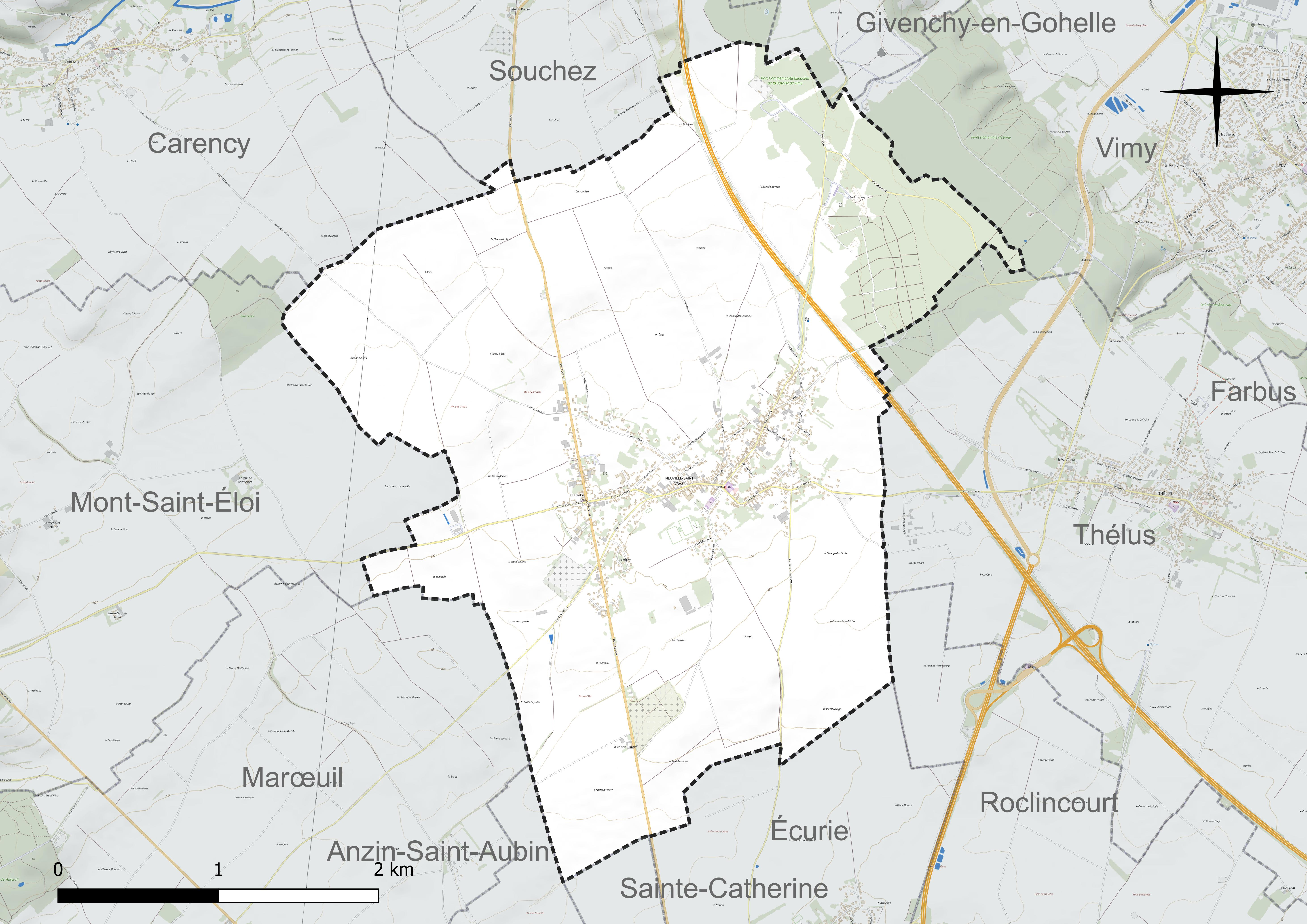
Réseau hydrographique de Neuville-Saint-Vaast.

### Climat
Pour des articles plus généraux, voir Climat des Hauts-de-France et Climat du Nord-Pas-de-Calais.
En 2010, le climat de la commune est de type climat océanique dégradé des plaines du Centre et du Nord, selon une étude du CNRS s'appuyant sur une série de données couvrant la période 1971-2000. En 2020, Météo-France publie une typologie des climats de la France métropolitaine dans laquelle la commune est exposée à un climat océanique et est dans la région climatique Nord-est du bassin Parisien, caractérisée par un ensoleillement médiocre, une pluviométrie moyenne régulièrement répartie au cours de l'année et un hiver froid (3 °C).
Pour la période 1971-2000, la température annuelle moyenne est de 10,2 °C, avec une amplitude thermique annuelle de 14,4 °C. Le cumul annuel moyen de précipitations est de 766 mm, avec 12,3 jours de précipitations en janvier et 9,1 jours en juillet. Pour la période 1991-2020, la température moyenne annuelle observée sur la station météorologique la plus proche, située sur la commune de Wancourt à 14 km à vol d'oiseau, est de 10,8 °C et le cumul annuel moyen de précipitations est de 711,4 mm,. Pour l'avenir, les paramètres climatiques de la commune estimés pour 2050 selon différents scénarios d'émission de gaz à effet de serre sont consultables sur un site dédié publié par Météo-France en novembre 2022.

### Milieux naturels et biodiversité

#### Zone naturelle d'intérêt écologique, faunistique et floristique
L'inventaire des zones naturelles d'intérêt écologique, faunistique et floristique (ZNIEFF) a pour objectif de réaliser une couverture des zones les plus intéressantes sur le plan écologique, essentiellement dans la perspective d'améliorer la connaissance du patrimoine naturel national et de fournir aux différents décideurs un outil d'aide à la prise en compte de l'environnement dans l'aménagement du territoire.
Le territoire communal comprend une ZNIEFF de type 1 : la forêt domaniale de Vimy, le coteau boisé de Farbus et le bois de l'Abîme. Ce site présente de nombreux boisements et des points de vue sur la plaine de la Gohelle et le bassin minier. Plusieurs vestiges de la Première Guerre mondiale, comme les trous de bombes et les tranchées, sont encore visibles.

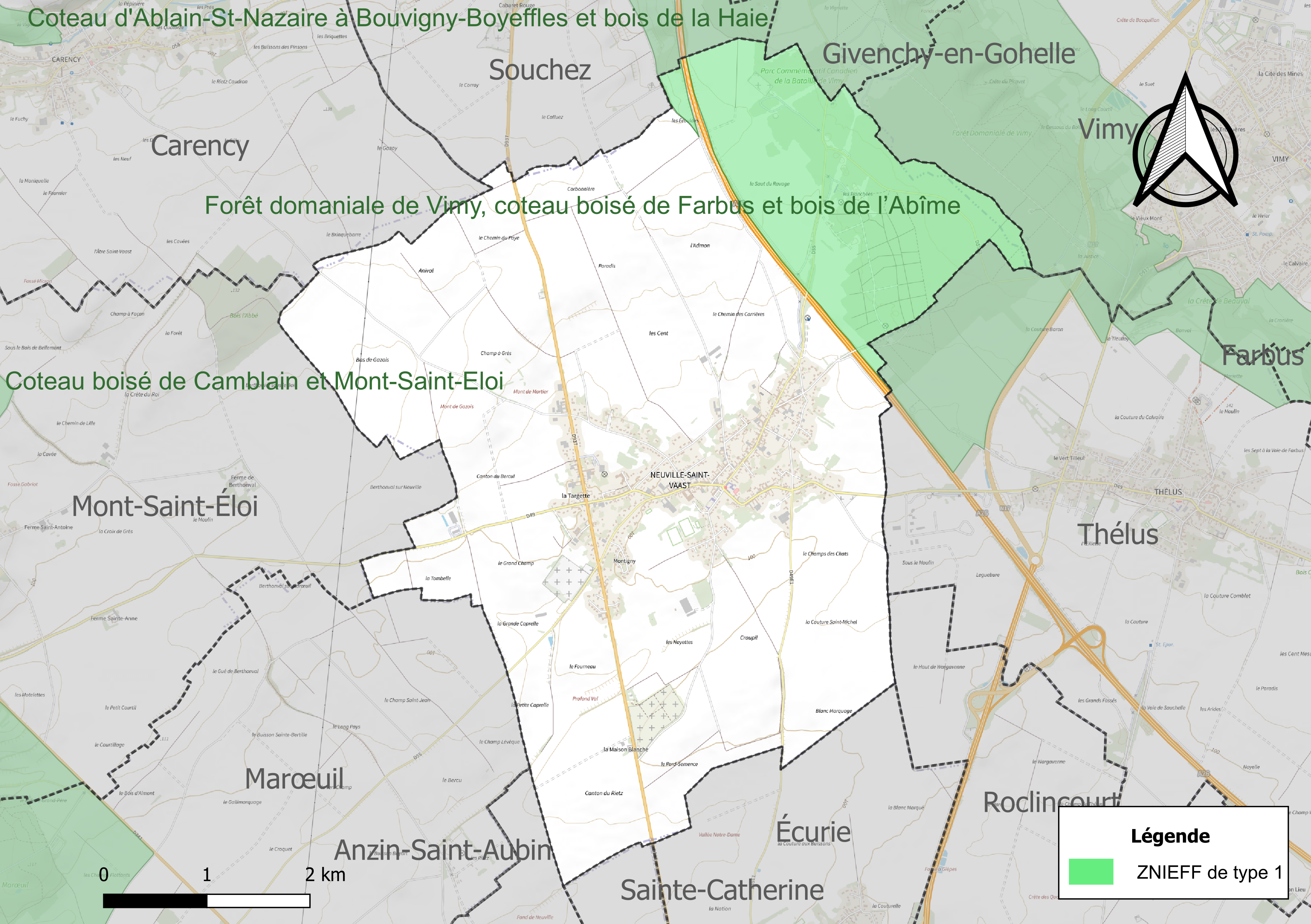
Carte de la ZNIEFF sur la commune.

#### Espèces faunistiques et floristiques
L’Inventaire national du patrimoine naturel (INPN) recense plusieurs espèces faunistiques et floristiques sur le territoire de la commune dont certaines sont protégées et d’autres menacées et quasi-menacées.

## Urbanisme

### Typologie
Au 1er janvier 2024, Neuville-Saint-Vaast est catégorisée bourg rural, selon la nouvelle grille communale de densité à sept niveaux définie par l'Insee en 2022.
Elle est située hors unité urbaine. Par ailleurs la commune fait partie de l'aire d'attraction d'Arras, dont elle est une commune de la couronne,. Cette aire, qui regroupe 163 communes, est catégorisée dans les aires de 50 000 à moins de 200 000 habitants,.

### Occupation des sols
L'occupation des sols de la commune, telle qu'elle ressort de la base de données européenne d'occupation biophysique des sols Corine Land Cover (CLC), est marquée par l'importance des territoires agricoles (81,4 % en 2018), en diminution par rapport à 1990 (83,3 %). La répartition détaillée en 2018 est la suivante :
terres arables (74 %), zones urbanisées (9,6 %), prairies (7,4 %), forêts (7 %), milieux à végétation arbustive et/ou herbacée (1,9 %), espaces verts artificialisés, non agricoles (0,1 %). L'évolution de l'occupation des sols de la commune et de ses infrastructures peut être observée sur les différentes représentations cartographiques du territoire : la carte de Cassini (XVIIIe siècle), la carte d'état-major (1820-1866) et les cartes ou photos aériennes de l'IGN pour la période actuelle (1950 à aujourd'hui).

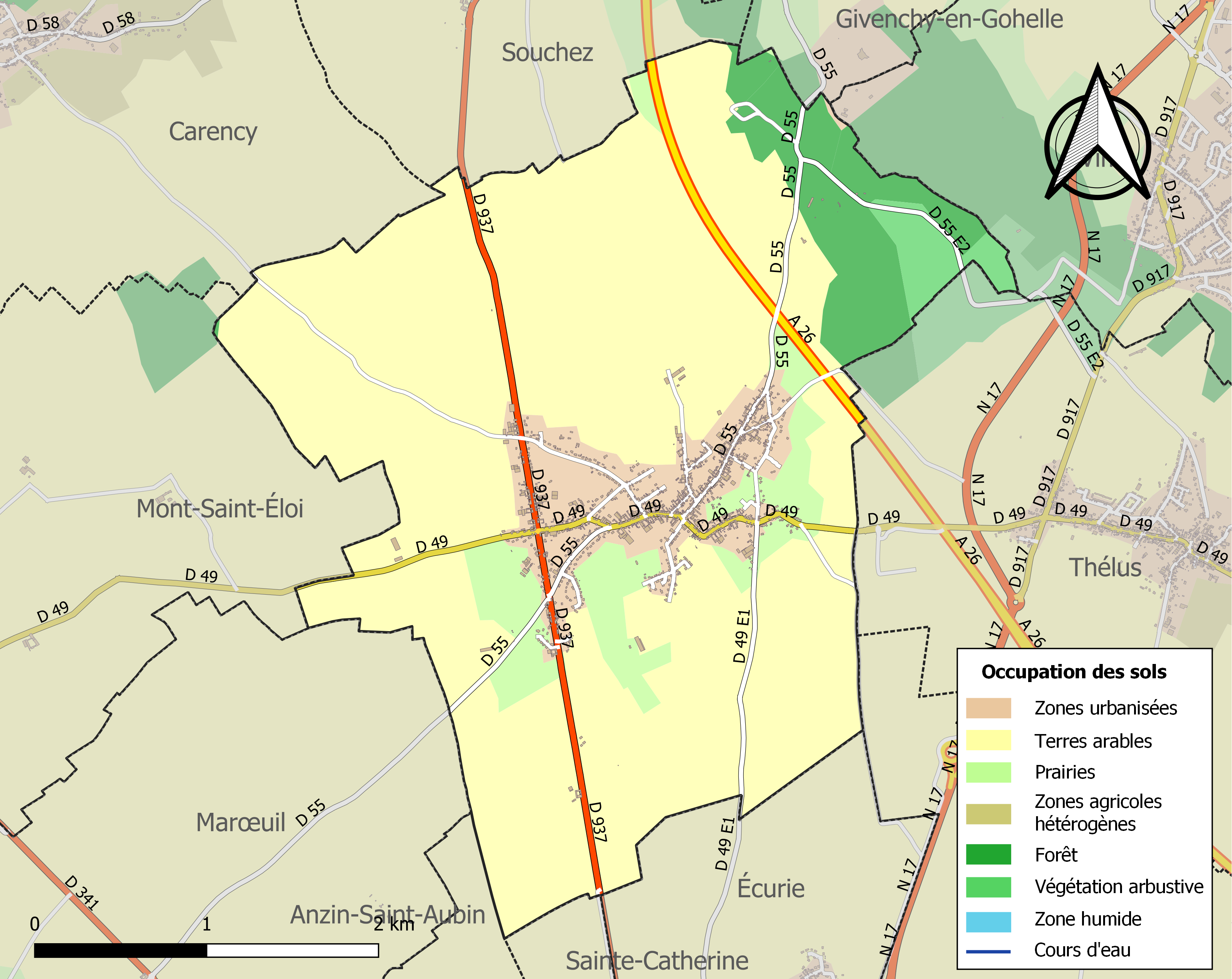
Carte des infrastructures et de l'occupation des sols de la commune en 2018 (CLC).
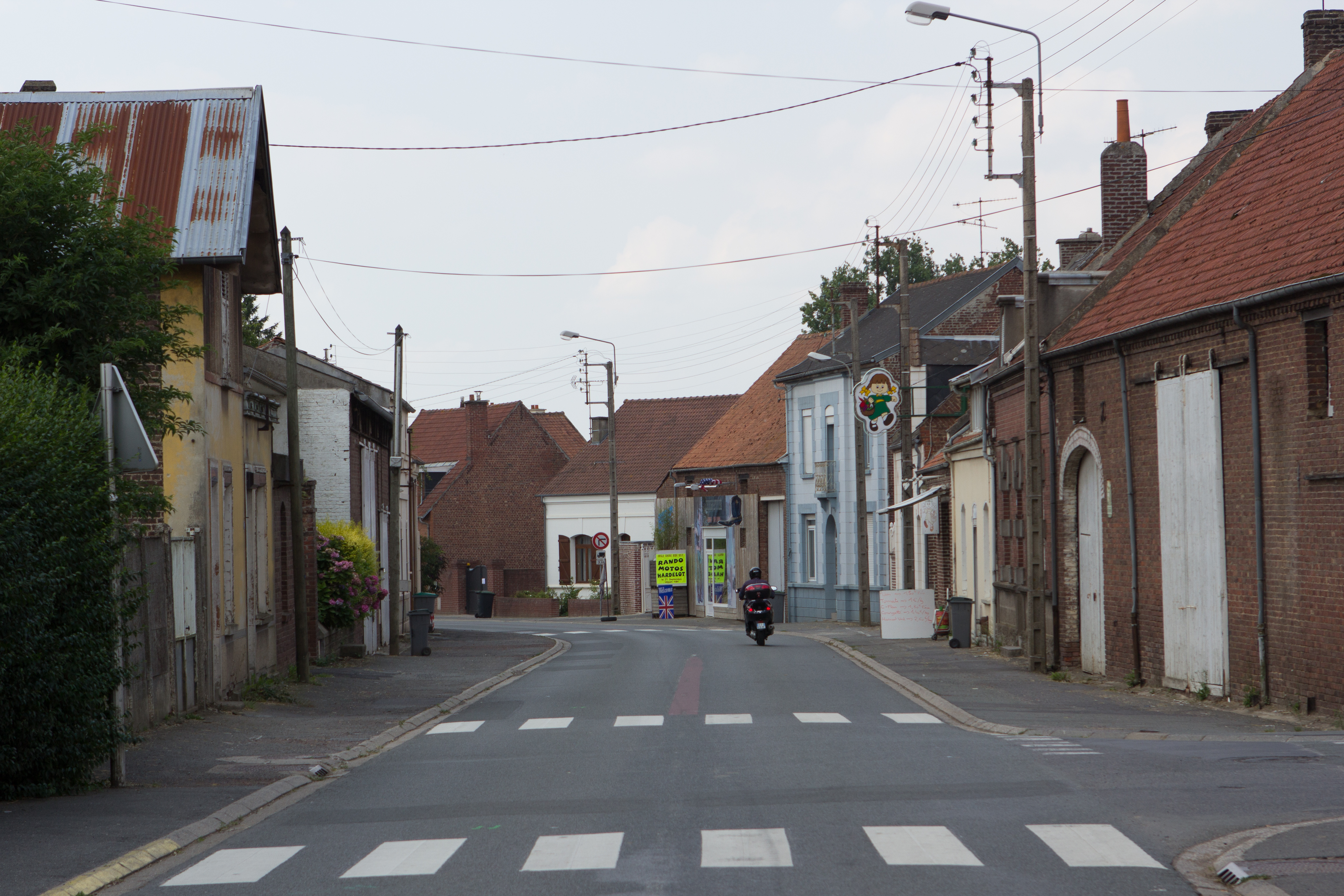
Rue Carlin, dans le centre-ville.

### Morphologie urbaine
L'habitat est essentiellement constitué de maisons individuelles, de pavillons, d'anciennes fermes et de quelques immeubles d'habitation de petite hauteur.

### Logements
En 2009, le nombre total de logements dans la commune était de 615, alors qu'il était de 310 en 1999.
Parmi ces logements, 95,1 % étaient des résidences principales (585 logements), 0,8 % des résidences secondaires (5 logements) et 4,1 % des logements vacants (25 logements). Ces logements étaient pour 96,5 % d'entre eux des maisons individuelles (593 logements) et pour 3,4 % des appartements (21 logements).
La proportion des résidences principales propriétés de leurs occupants était de 87,8 % (513 logements), alors que la proportion des logements loués étaient de 12,2 % (72 logements dont 9 logements HLM loués vides).

### Voies de communication et transports

#### Voies de communication

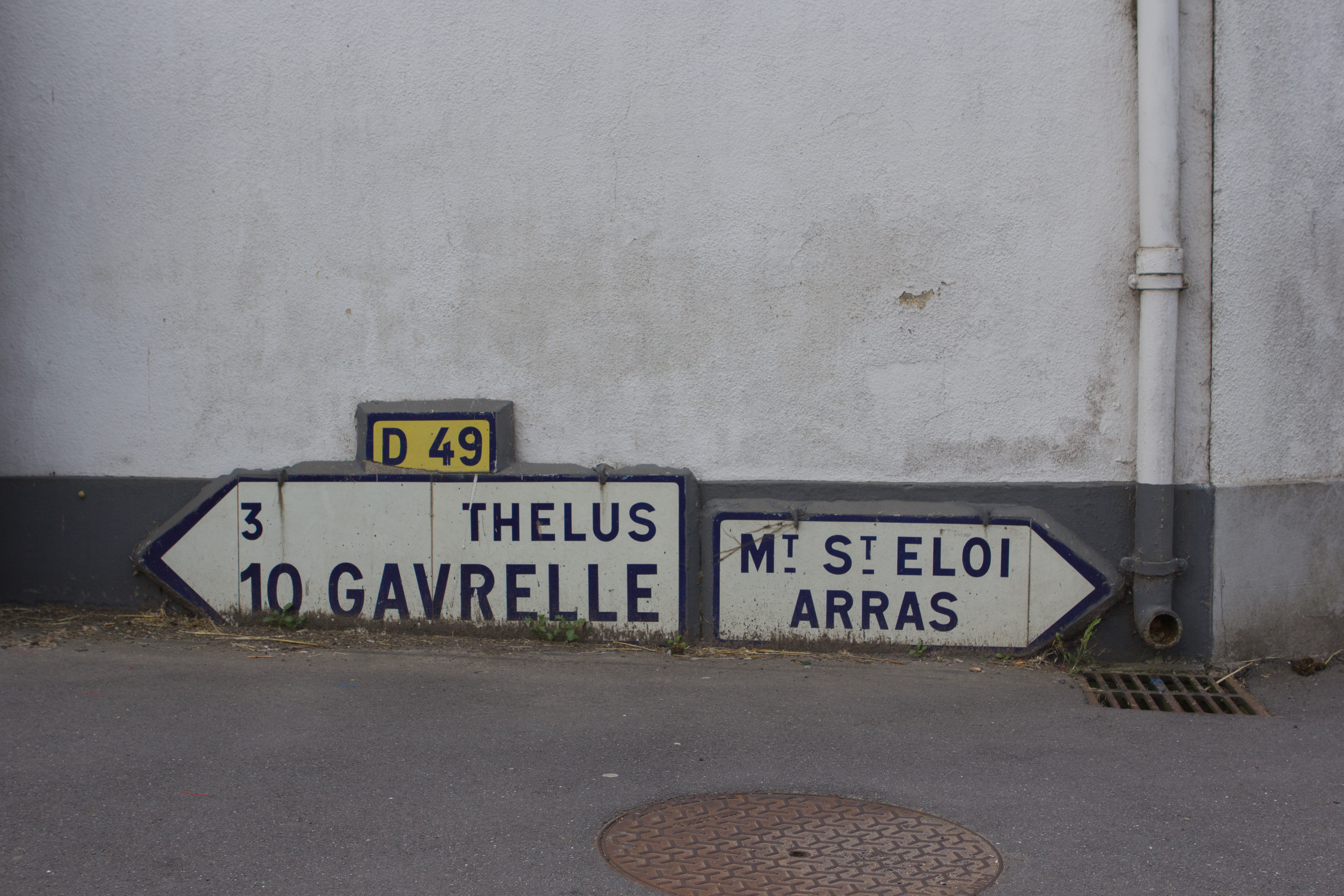
Panneaux de direction dans le centre-ville de Neuville-Saint-Vaast.

Neuville-Saint-Vaast est desservie par l'autoroute A26 (sortie no 7, Arras, située à 3 km au sud-est) qui traverse le territoire de la commune au nord-est. Des routes départementales relient Neuville-Saint-Vaast aux communes voisines :
- Souchez au nord et Arras au sud, par la D 937 (ancienne route nationale 37 d'Arras à Saint-Venant) ;
- Mont-Saint-Éloi à l'ouest et Thélus à l'est, par la D 49.

#### Transports
Neuville-Saint-Vaast est desservie par les bus et navettes rurales des lignes 11 et 534 (Arras ↔ Neuville-Saint-Vaast) du réseau de bus Artis,.
La gare la plus proche est celle de Farbus située à 6 km à l'est de Neuville-Saint-Vaast. La gare est desservie par les trains TER Hauts-de-France et permet d'accéder à Arras ou à Lens.

## Toponymie

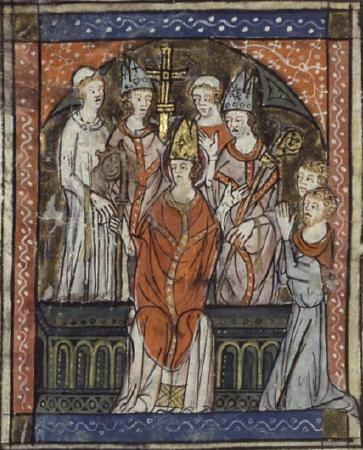
L'ordination de saint Vaast.

Le nom de la localité est attesté sous les formes Nova villa en 1024 ; Noveville en 1098 ; Nova villula en 1119 ; Nova villa Sancti Vedasti vers 1154 ; Niaviule en 1248 ; Villa Sancti Vedasti de 1154 à 1159 ; Noevile-Saint-Vaast en 1304 ; Noefville-Saint-Vaast en 1331 ; Noefville-Sainct-Vaast en 1421 ; Noeufville-Sainct-Vaast en 1638 ; Noeveville-Saint-Wast en 1660 ; Neuville-l’Égalité en 1793 ; Neuville Saint Vaast en 1793 et Neuville-Saint-Vaast depuis 1801.
Au Moyen Âge, le village de Neuville-Saint-Vaast est cité dans le cartulaire de l'abbaye de Saint-Vaast d'Arras sous le nom de Nova Villa. Au XVIe siècle, le village est nommé Nœufville St Vasst.
Le nom Neuville, commun à plus de 80 communes principalement françaises, dérive du latin novavilla, ou « nouveau domaine ».
L'hagiotoponyme Saint-Vaast évoque Vaast d'Arras, ou saint Vaast, évêque de la Gaule franque. Il est nommé évêque d'Arras par saint Remi en 499 et de Cambrai en 510. Il meurt à Arras en 540.
Pendant la Révolution, la commune porte le nom de Neuville-l'Égalité.

## Histoire

### Première Guerre mondiale

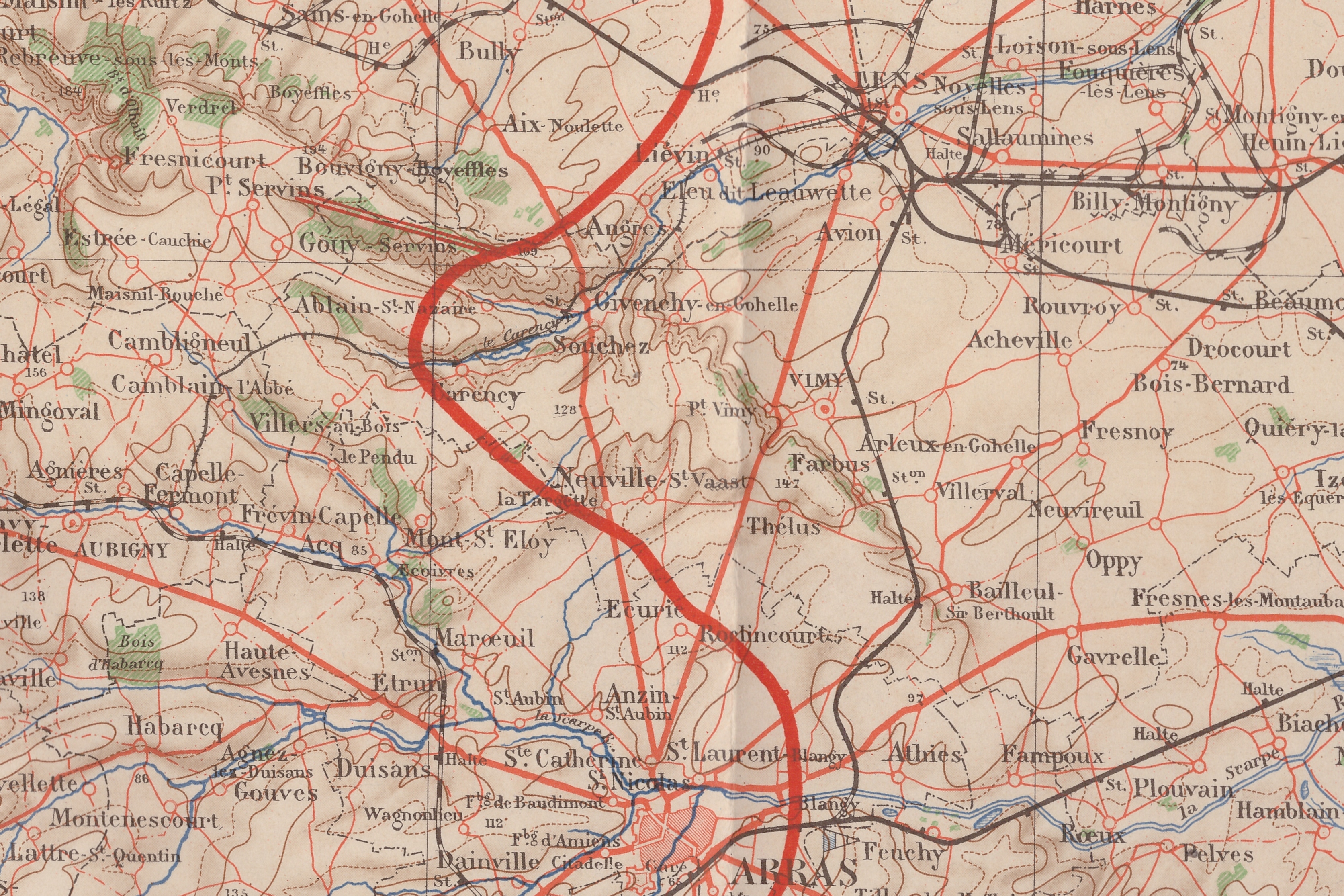
Le front de l'Artois en janvier 1915. Zone allemande à droite du trait rouge.

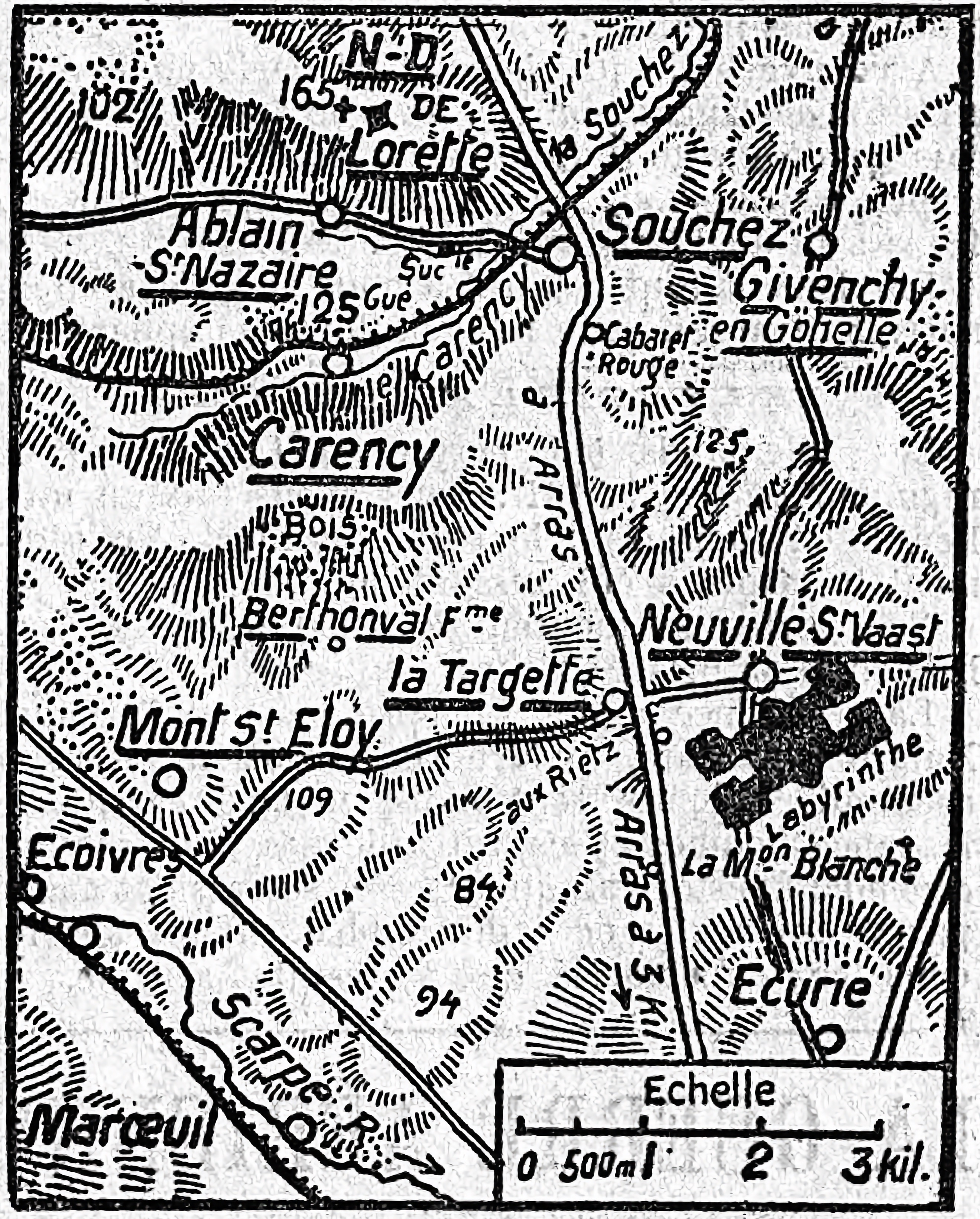
Carte du Labyrinthe en 1915 entre Neuville-Saint-Vaast et Écurie.

Au début de la Première Guerre mondiale, Neuville-Saint-Vaast est située au cœur des batailles de l'Artois. Le village est alors situé en zone allemande, au pied de la crête de Vimy dont il verrouille l'accès. Plusieurs offensives françaises, britanniques et canadiennes ont tenté la reconquête de cette position.
Le 8 mai 1915, alors que les troupes françaises (125e et 36e RI) sont massées aux abords du village dans la perspective de la deuxième bataille de l'Artois, une première tentative de reconquête est lancée pour profiter de mouvements de troupes allemands dans le village. Cette attaque opportuniste permet de libérer une partie du village, mais elle se heurte à la résistance organisée des Allemands dans le chemin des Carrières.
Le 9 mai 1915, tout le front de l'Artois s'embrase, et la libération du village se poursuit. Elle sera achevée quelques jours plus tard. Le 11 mai des combats acharnés ont lieu : les Français cherchent à reprendre le cimetière de Neuville occupé par les Allemands : il a fallu reprendre le cimetière tombe par tombe; les jours suivants, les combats continuent.
Le secteur du Labyrinthe, situé en grande partie dans la commune, connaît en mai et juin 1915 des combats confus avec de très lourdes pertes.
La ville de Neuville-Saint-Vaast ayant été totalement détruite au cours des différentes batailles de 1914 et 1915, elle est entièrement reconstruite après la guerre,.
La commune est décorée de la croix de guerre 1914-1918 par décret du 10 août 1920, distinction également attribuée à 276 autres communes du Pas-de-Calais.

## Politique et administration

### Découpage territorial
La commune se trouve dans l'arrondissement d'Arras du département du Pas-de-Calais.

#### Commune et intercommunalités
La commune est membre depuis 1973 de la communauté urbaine d'Arras, un établissement public de coopération intercommunale (EPCI) a fiscalité propre créé en 1965. Cette communauté urbaine regroupe 46 communes et compte 109 776 habitants en 2021.

#### Circonscriptions administratives
La commune faisait partie depuis 1801 du canton de Vimy. Dans le cadre du redécoupage cantonal de 2014 en France, cette circonscription administrative territoriale a disparu, et le canton n'est plus qu'une circonscription électorale.
Pour les élections départementales, la commune fait partie depuis 2014 du canton d'Arras-1.

#### Circonscriptions électorales
Pour l'élection des députés, la commune fait partie de la deuxième circonscription du Pas-de-Calais.

### Élections municipales et communautaires
Le nombre d'habitants de la commune étant compris entre 500 et 1 499, le nombre de membres du conseil municipal est de 15.

#### Liste des maires
| Période                                  | Période                       | Identité            | Étiquette | Qualité                                                                                               |
| ---------------------------------------- | ----------------------------- | ------------------- | --------- | --- |
| Les données manquantes sont à compléter. |                               |                     |           | |
| avant 1981                               |                               | René Cayet          |           | |
| Les données manquantes sont à compléter. |                               |                     |           | |
| mars 2001                                | 2008                          | Louis Lagniez       |           | |
| mars 2008                                | En cours (au 13 juillet 2020) | Jean-Pierre Puchois |           | Agriculteur Vice-président de la communauté urbaine d'Arras (2020 → ) Réélu pour le mandat 2020-2026, |

### Jumelages
La commune est jumelée avec :
| Ville | Ville    | Pays | Pays     | Période     |
| ----- | -------- | ---- | -------- | ----------- |
|       | Sezemice |      | Tchéquie | depuis 2005 |

## Équipements et services publics

### Espaces publics
La commune fait partie des villages labellisés Village Patrimoine, qui œuvrent à mettre en avant leurs patrimoines matériels et/ou immatériels (historique, culturel, naturel, architectural, etc.).

### Enseignement

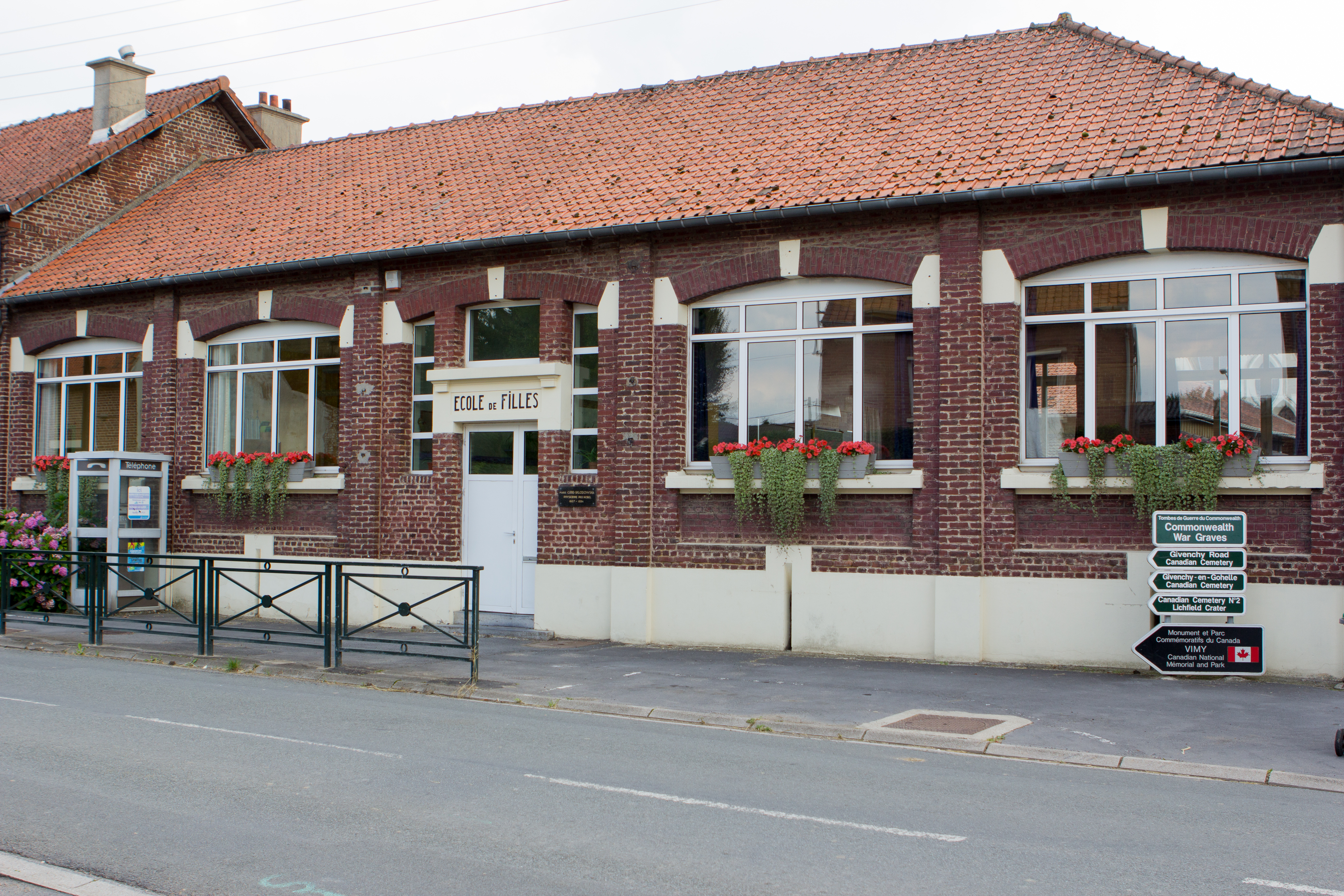
L'école Marie-Curie.

Neuville-Saint-Vaast est située dans l'académie de Lille. La ville administre une école primaire publique, l'école Marie-Curie, et dispose en outre d'une école primaire privée, l'école Jeanne-d'Arc.
Les collèges et les lycées à proximité de Neuville-Saint-Vaast se situent à Arras.

### Postes et télécommunications
En 2013, la commune dispose d'un bureau de poste.

### Santé
Aucun établissement de santé n'est implanté dans la commune. Les centres hospitaliers les plus proches sont ceux d'Arras et de Lens.
En 2013, un médecin et une pharmacie sont installés à Neuville-Saint-Vaast. Un kinésithérapeute exerce dans la commune.

### Justice, sécurité, secours et défense

#### Justice
Neuville-Saint-Vaast relève de la cour d'assises du Pas-de-Calais, du tribunal d'instance d'Arras, du tribunal de grande instance d'Arras, de la cour d'appel de Douai, du tribunal pour enfants d'Arras, du conseil de prud'hommes d'Arras, du tribunal de commerce d'Arras, du tribunal administratif de Lille et de la cour administrative d'appel de Douai.

#### Sécurité et secours
En 2014, la sécurité de la commune est assurée par la brigade territoriale autonome de Vimy. Le Centre d'incendie et de secours (CIS) le plus proche est celui d'Arras.

## Population et société
Les habitants de la commune sont appelés les Neuvillois.

### Démographie

#### Évolution démographique
L'évolution du nombre d'habitants est connue à travers les recensements de la population effectués dans la commune depuis 1793. Pour les communes de moins de 10 000 habitants, une enquête de recensement portant sur toute la population est réalisée tous les cinq ans, les populations de référence des années intermédiaires étant quant à elles estimées par interpolation ou extrapolation. Pour la commune, le premier recensement exhaustif entrant dans le cadre du nouveau dispositif a été réalisé en 2005.

En 2022, la commune comptait 1 626 habitants, en évolution de +7,54 % par rapport à 2016 (Pas-de-Calais : −0,72 %, France hors Mayotte : +2,11 %).
| 1793  | 1800  | 1806  | 1821  | 1831  | 1836  | 1841  | 1846  | 1851  |
| ----- | ----- | ----- | ----- | ----- | ----- | ----- | ----- | ----- |
| 1 163 | 1 266 | 1 382 | 1 307 | 1 372 | 1 391 | 1 403 | 1 415 | 1 458 |

| 1856  | 1861  | 1866  | 1872  | 1876  | 1881  | 1886  | 1891  | 1896  |
| ----- | ----- | ----- | ----- | ----- | ----- | ----- | ----- | ----- |
| 1 448 | 1 429 | 1 433 | 1 422 | 1 379 | 1 403 | 1 326 | 1 253 | 1 291 |

| 1901  | 1906  | 1911  | 1921 | 1926 | 1931 | 1936 | 1946 | 1954 |
| ----- | ----- | ----- | ---- | ---- | ---- | ---- | ---- | ---- |
| 1 239 | 1 242 | 1 168 | 645  | 887  | 872  | 881  | 874  | 892  |

| 1962 | 1968 | 1975 | 1982  | 1990  | 1999  | 2005  | 2006  | 2010  |
| ---- | ---- | ---- | ----- | ----- | ----- | ----- | ----- | ----- |
| 918  | 927  | 973  | 1 129 | 1 295 | 1 400 | 1 469 | 1 473 | 1 449 |

| 2015  | 2020  | 2022  | - | - | - | - | - | - |
| ----- | ----- | ----- | - | - | - | - | - | - |
| 1 493 | 1 594 | 1 626 | - | - | - | - | - | - |

#### Pyramide des âges
En 2018, le taux de personnes d'un âge inférieur à 30 ans s'élève à 30,8 %, soit en dessous de la moyenne départementale (36,7 %). À l'inverse, le taux de personnes d'âge supérieur à 60 ans est de 29,7 % la même année, alors qu'il est de 24,9 % au niveau départemental.
En 2018, la commune comptait 785 hommes pour 764 femmes, soit un taux de 50,68 % d'hommes, largement supérieur au taux départemental (48,50 %).
Les pyramides des âges de la commune et du département s'établissent comme suit.
| Hommes | Classe d’âge | Femmes |
| ------ | ------------ | ------ |
| 1,0    | 90 ou +      | 1,7    |
| 6,8    | 75-89 ans    | 10,1   |
| 19,8   | 60-74 ans    | 20,2   |
| 18,6   | 45-59 ans    | 20,5   |
| 19,1   | 30-44 ans    | 20,7   |
| 12,6   | 15-29 ans    | 10,8   |
| 22,2   | 0-14 ans     | 16,0   |

| Hommes | Classe d’âge | Femmes |
| ------ | ------------ | ------ |
| 0,5    | 90 ou +      | 1,6    |
| 5,6    | 75-89 ans    | 8,9    |
| 16,7   | 60-74 ans    | 18,1   |
| 20,2   | 45-59 ans    | 19,2   |
| 18,9   | 30-44 ans    | 18,1   |
| 18,2   | 15-29 ans    | 16,2   |
| 19,9   | 0-14 ans     | 17,9   |

### Sports et loisirs
La commune dispose d'un complexe sportif composé d'un stade et de structures sportives[réf. nécessaire].

### Manifestations culturelles et festivités
La commune dispose d'une salle polyvalente et d'une maison des associations, située dans une ancienne ferme rénovée en 1996, qui accueille une vingtaine d'associations dont :
- l'Association musicale de Neuville-Saint-Vaast ;
- les associations d'anciens combattants et du souvenir ;
- les associations culturelles, récréatives, sportives et de chasse de la ville ;
- l'association des jeunes de Neuville-Saint-Vasst ;
- les associations de parents d'élèves.

### Médias
Le quotidien régional La Voix du Nord, dans son édition locale Arras, ainsi que l'hebdomadaire L'Avenir de l'Artois, relatent les informations locales. La ville est couverte par les programmes de France 3 Nord-Pas-de-Calais et les chaînes nationales de la TNT. Elle reçoit également la chaîne régionale Wéo.
L'information institutionnelle est assurée par plusieurs publications périodiques : 62, le journal du Pas-de-Calais, trimestriel diffusé par le conseil général du Pas-de-Calais et Mon Nord-Pas-de-Calais, bimestriel diffusé par le conseil régional du Nord-Pas-de-Calais.

### Cultes
Le territoire de la commune de Neuville-Saint-Vaast fait partie de la paroisse catholique Notre-Dame-des-Tours au sein du diocèse d'Arras. Le lieu de culte est l'église Saint-Laurent.

## Économie

### Revenus de la population et fiscalité
En 2009, 65,3 % des foyers fiscaux (soit 488 foyers fiscaux sur 747) étaient imposables et le revenu net déclaré moyen de l'ensemble des foyers fiscaux était de 33 087 €.
En 2010, le nombre de ménages fiscaux était de 608 et le revenu fiscal médian par ménage était de 41 014 € ce qui plaçait Neuville-Saint-Vaast au 2 558e rang parmi les 31 886 communes de plus de 50 ménages en métropole.

### Emploi
En 2009, la population âgée de 15 à 64 ans s'élevait à 974 personnes, parmi lesquelles on comptait 71,3 % d'actifs dont 67 % ayant un emploi et 4,2 % de chômeurs.
|                           | Nb. Personnes | Pourcentage |
| Actifs                    | 694           | 71,25 %     |
| Actifs ayant un emploi    | 653           | 67,04 %     |
| Chômeurs                  | 41            | 4,21 %      |
| Inactifs                  | 280           | 28,75 %     |
| Élèves, étudiants         | 96            | 9,9 %       |
| Retraités ou préretraités | 118           | 12,1 %      |
| Autres inactifs           | 65            | 6,7 %       |

### Entreprises et commerces
Au 31 décembre 2010, Neuville-Saint-Vaast comptait 112 établissements : 28 dans l'agriculture-sylviculture, 4 dans l'industrie, 9 dans la construction, 62 dans le commerce-transports-services divers et 9 étaient relatifs au secteur administratif.

## Culture locale et patrimoine

### Lieux et monuments

#### Cimetières militaires
La commune compte quatre cimetières militaires :
- Le vaste cimetière canadien comportant près de 3 000 tombes situé à 2,5 km au nord de la commune.
- la nécropole nationale de la Targette, créée en 1919, contient 12 010 sépultures de combattants des deux guerres mondiales dont 3 382 soldats non identifiés rassemblés dans deux ossuaires ;
- La Targette British Cemetery, cimetière militaire britannique qui jouxte la nécropole française[57] ;
- le cimetière militaire allemand, le plus grand cimetière militaire allemand en France comportant 44 833 croix noires[58].

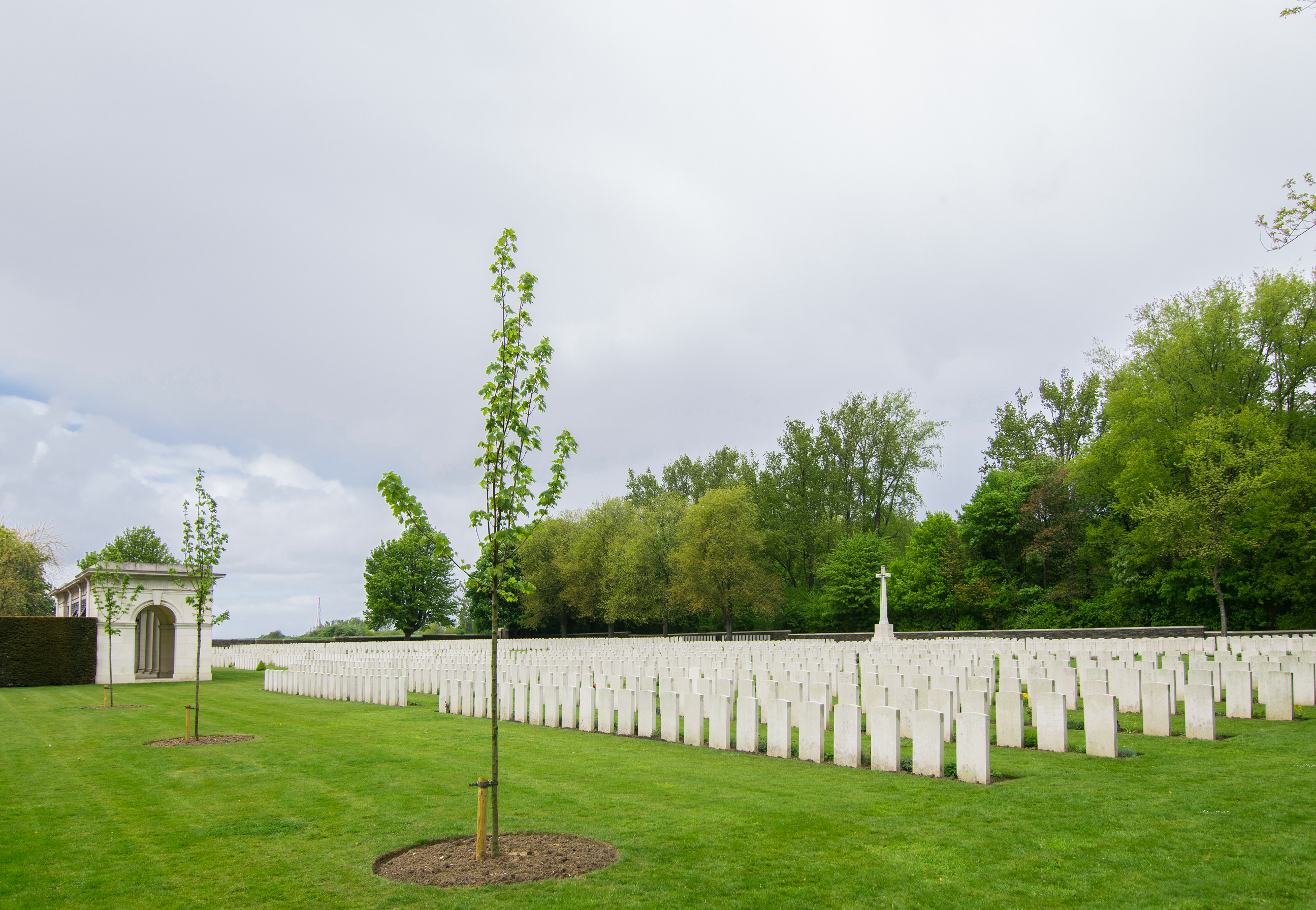
Le vaste cimetière canadien.
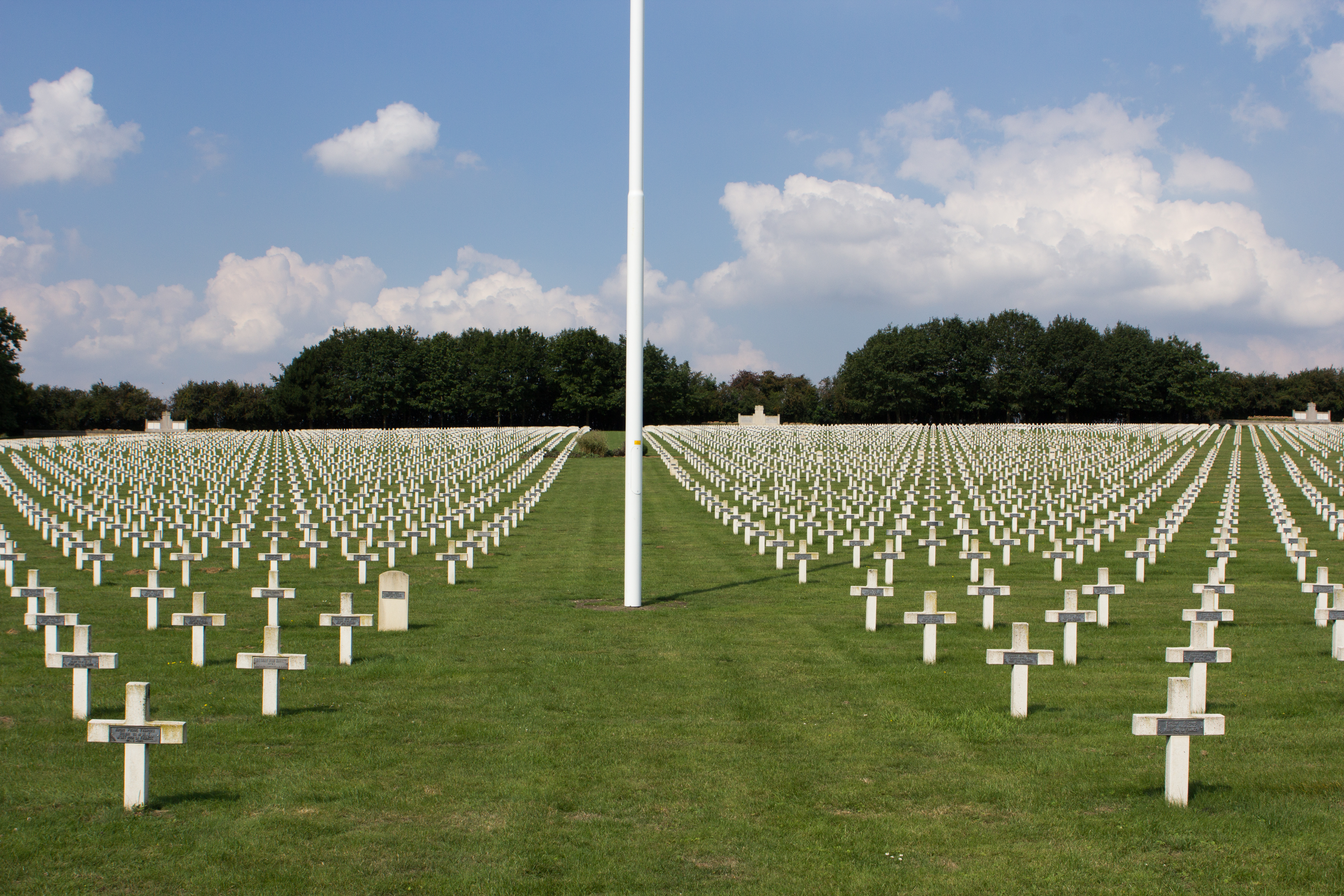
La nécropole nationale de la Targette.
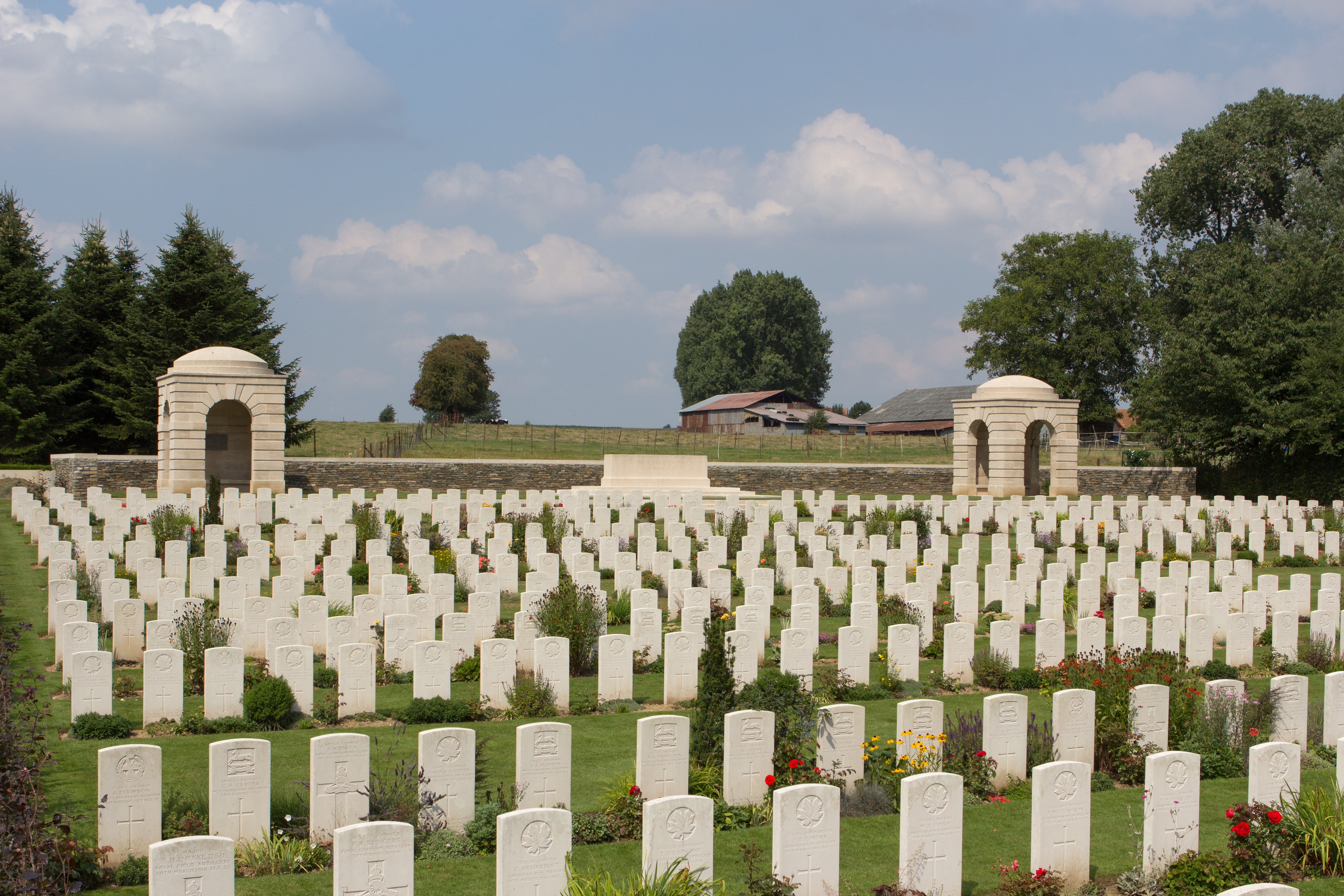
Le cimetière militaire britannique.
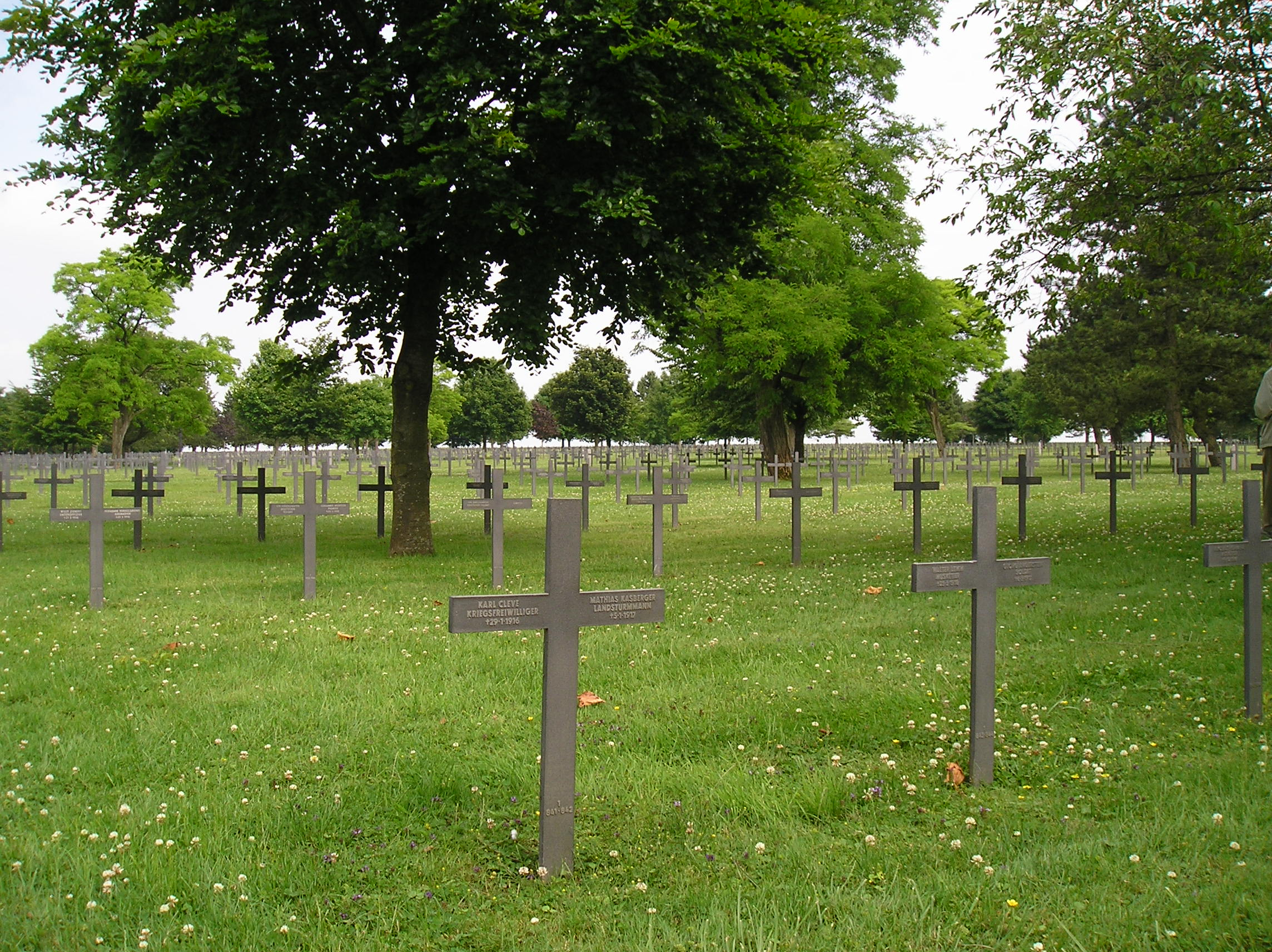
Le cimetière militaire allemand.

#### Monuments commémoratifs de la Première Guerre mondiale

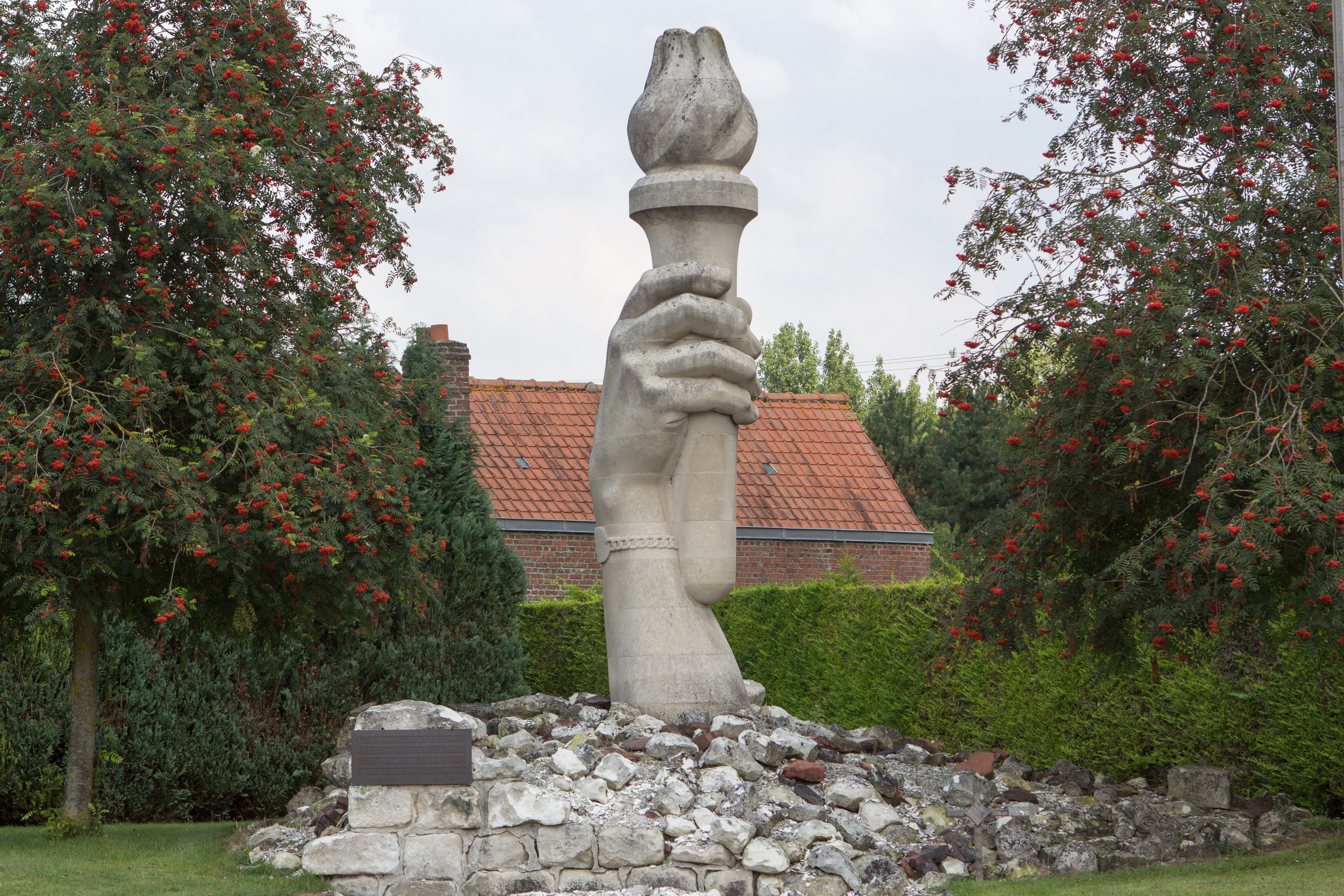
Le « Flambeau de la Paix ».

- Le « Flambeau de la Paix », situé à l'entrée de la Cité des Mutilés[59] est un monument, construit en 1930 et inauguré en 1932. Il représente la main et l'avant-bras d'un soldat émergeant des ruines et tenant en flambeau. Il symbolise la résurrection de Neuville-Saint-Vaast après la guerre de 1914 à 1918[60].
- Le monument aux morts dédié aux Tchèques de la Compagnie Nazdar qui se sont battus lors de la Première Guerre mondiale au côté de la France honore la mémoire de 206 morts, dont 70 entre 1914 et 1918 et 136 entre 1939 et 1945)[61].

- Le mémorial aux volontaires polonais (dédié aux légionnaires formés à Bayonne et engagés dans l'Armée française) est situé en face du Mémorial de la Compagnie Nazdar[62].
- Le monument des fraternisations, inauguré le 17 décembre 2015 par le président de la République François Hollande[63].
- Les deux jardins de la paix : le jardin de la paix tchèque et slovaque « La Marche de la Paix », réalisé en 2019, proche de la nécropole nationale et le jardin de la paix polonais « Le Jardin des bleuets », réalisé en 2020, proche du monument aux volontaires polonais[64].
- Le monument aux morts, sur la place[65].

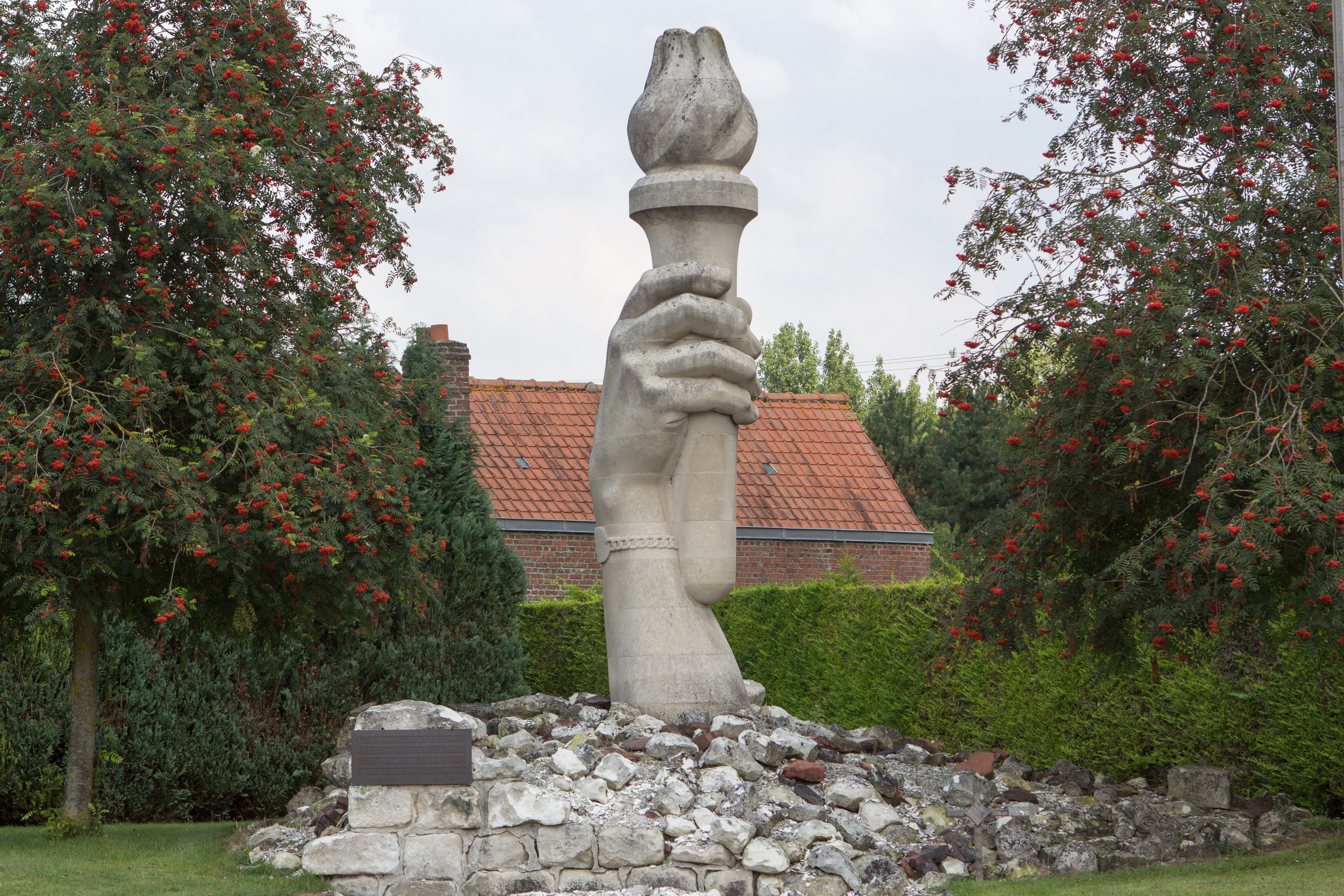
Le « Flambeau de la Paix ».
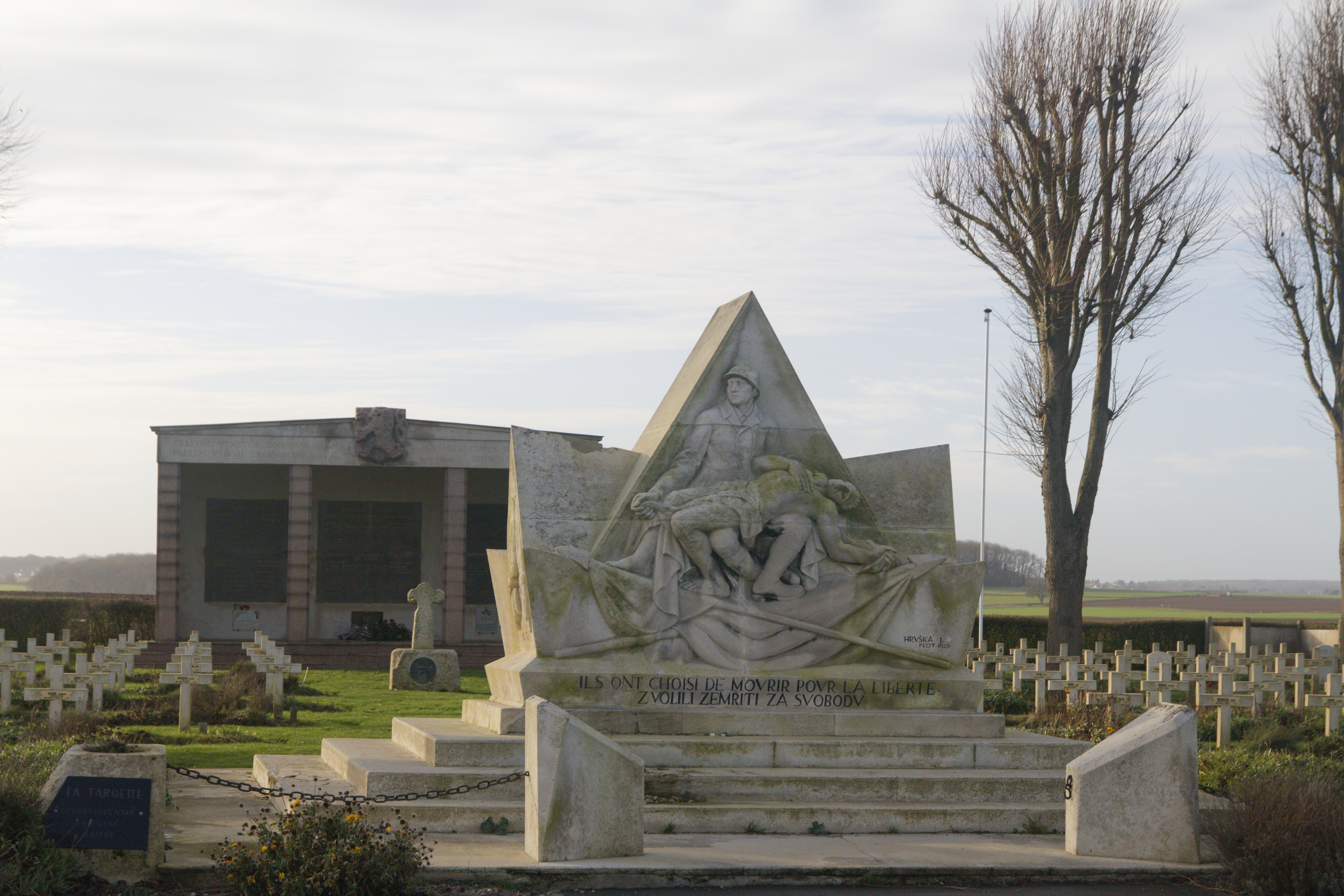
Le monument aux morts dédié aux Tchèques.
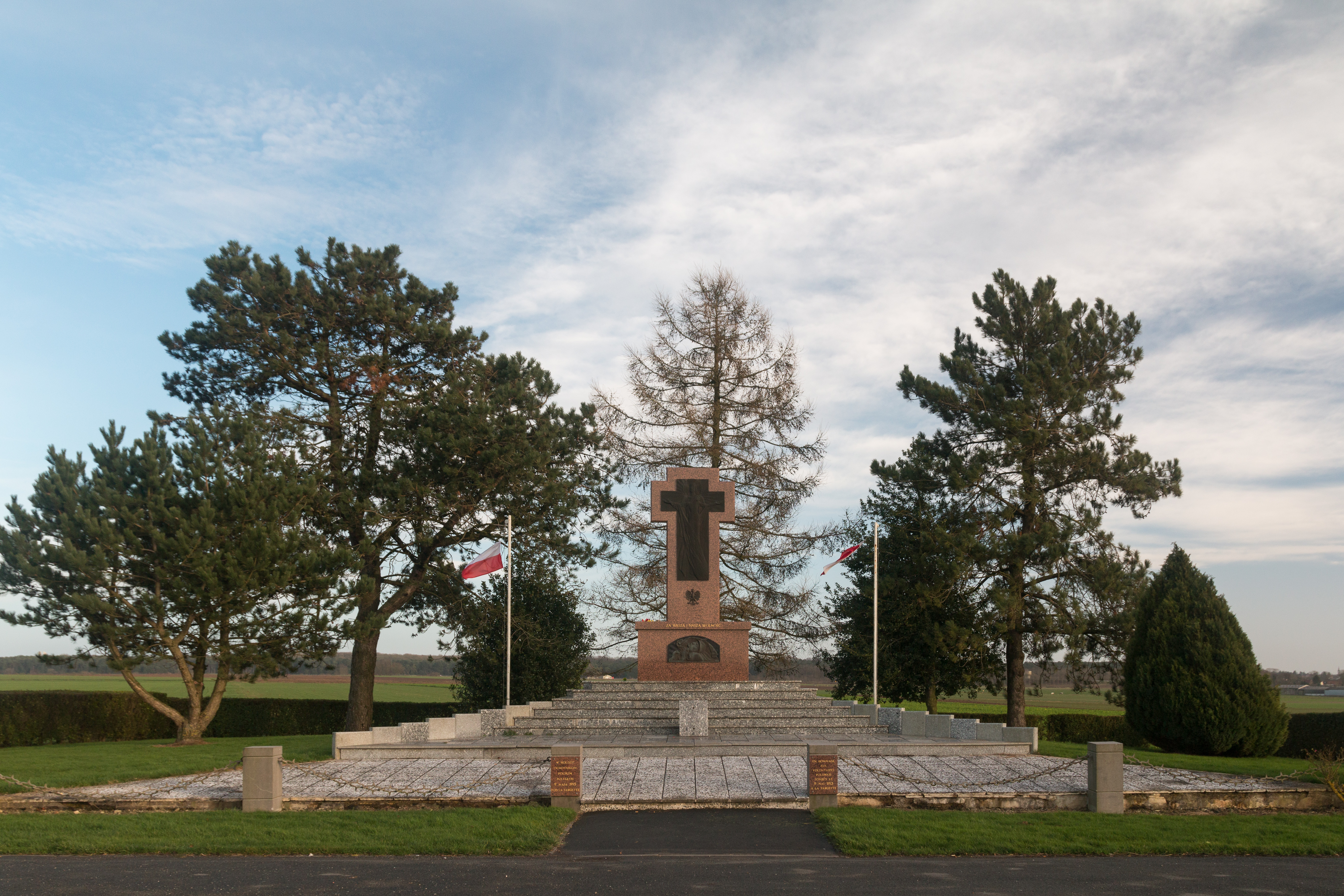
Le mémorial polonais.
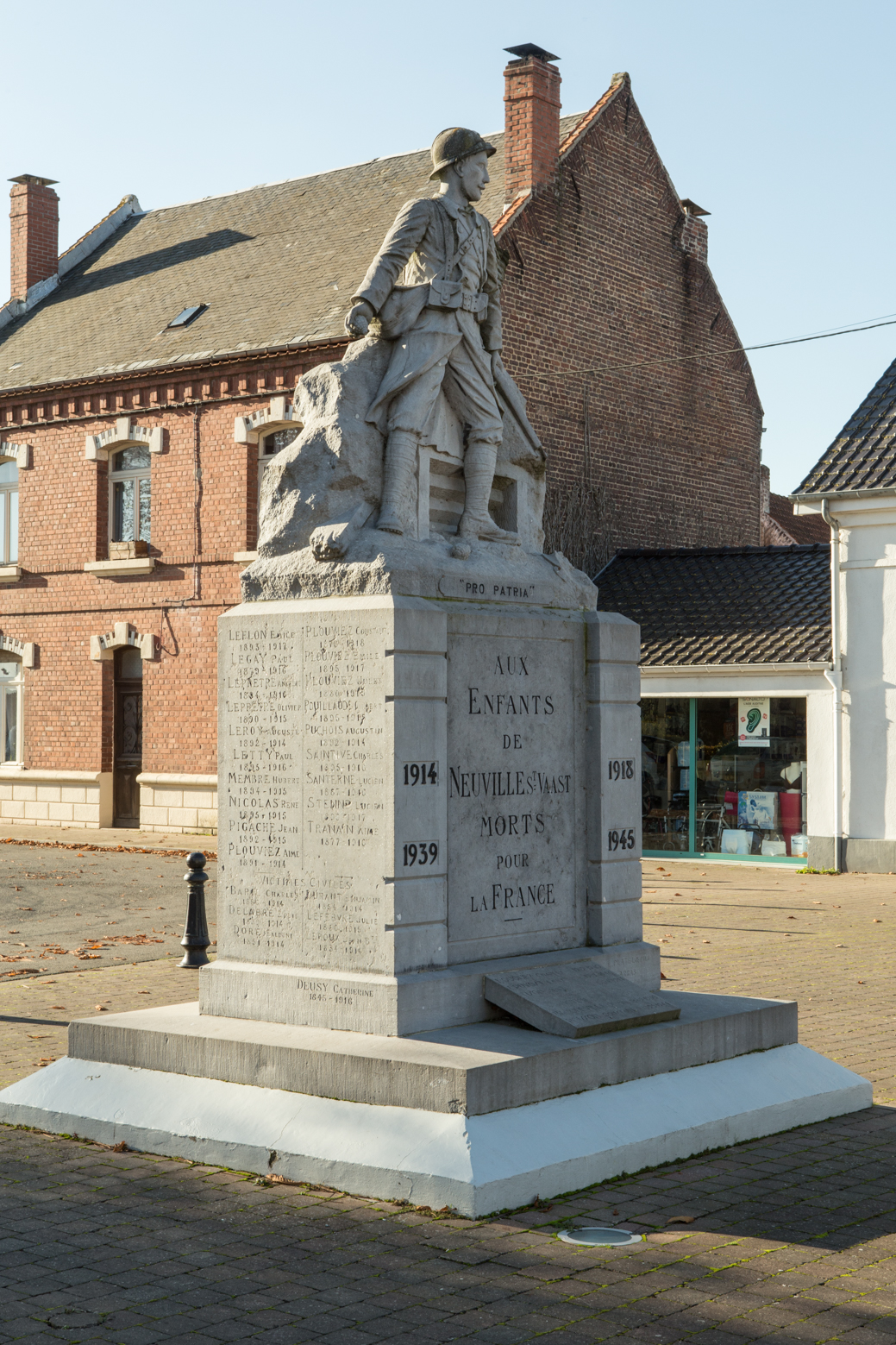
Le monument aux morts.

#### Autres édifices et lieux

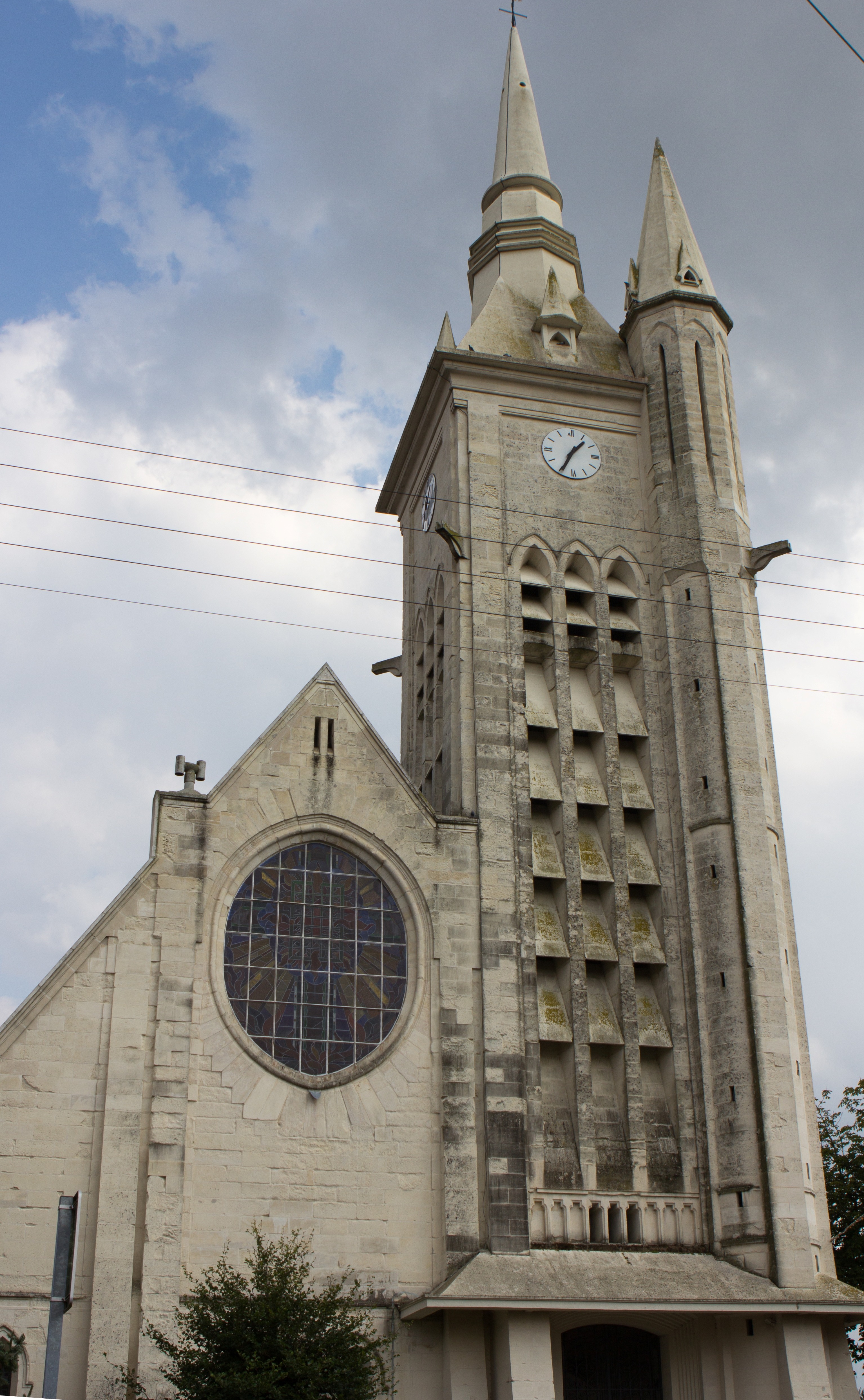
L'église Saint-Laurent.

- L'église Saint-Laurent est reconstruite en 1925 selon un style néogothique et inaugurée le 14 juin 1925[66]. Elle utilise la technique du béton armé mis en œuvre par l'architecte Jean Pelée de Saint-Maurice (1879-1948)[67]
- La cité des Mutilés a été conçue pour héberger les mutilés de guerre appelés après le conflit à assurer l'entretien des cimetières militaires du secteur.
- Le musée militaire de la Targette évoque les combats de la Première Guerre mondiale à travers 4 500 pièces de collection et 70 mannequins.

### Personnalités liées à la commune
- Augustin Hespelle (1731-début XIXe siècle), né le 9 décembre 1731 à Neuville-Saint-Vaast, abbé, théologien et écrivain auteur d'ouvrages sur la religion catholique.
- Sixte François Deusy né en 1761 à Neuville-Saint-Vaast et décédé à Douai en 1821, homme politique.
- François Hennebique (1842-1921), ingénieur français et auteur de brevets pour des systèmes constructifs en béton armé, né à Neuville-Saint-Vaast. Une plaque commémorative est apposée sur le mur de sa maison, rue du Canada.
- Joseph Quentin (1857-1946), photographe de plusieurs compagnies minières, a présenté ses œuvres à l'exposition universelle de 1900[68].
- André Puget (1882-1915), international français de football, mort pour la France au cours de la Première Guerre mondiale à Neuville-Saint-Vaast.
- Henri Gaudier-Brzeska (1891-1915), sculpteur, mort pour la France au cours de la Première Guerre mondiale à Neuville-Saint-Vaast.
- Paul Nizan (1905-1940), romancier, essayiste, journaliste et traducteur, enterré à la Nécropole nationale de la Targette (carré B, rangée 9, tombe no 8189).

### Héraldique
| Blason de Neuville-Saint-Vaast | Blason  | De gueules au chevron cousu d'azur, accompagné en pointe d'un phénix sur son immortalité d'or. Ornements extérieursCroix de guerre 1914-1918 Devise / Cri« 9 mai 1915, resurgam! » (je ressusciterai!). |
| Blason de Neuville-Saint-Vaast | Détails | Adopté par la municipalité en 1921. |

Les armoiries de la commune reprennent ce blason accompagné d'une représentation de la croix de guerre 1914-1918, de la date de libération de la ville (9 mai 1915) et de la devise : Resurgam (« Je ressusciterai »).

## Pour approfondir

#### Bases de données, dictionnaires et encyclopédies
- Ressources relatives à la géographie :   - Insee (communes)
  - Ldh/EHESS/Cassini
- Ressource relative à plusieurs domaines :   - Annuaire du service public français
- Notices d'autorité :   - BnF (données)